# Krosinko (województwo wielkopolskie)
Krosinko – wieś w Polsce położona w województwie wielkopolskim, w powiecie poznańskim, w gminie Mosina.
Miejscowość leży na lewym brzegu Samicy, w granicach Wielkopolskiego Parku Narodowego przy drodze wojewódzkiej nr 431 z Mosiny do Stęszewa, około 3 km na południowy zachód od Mosiny.
Powstanie wsi datuje się na rok 1744. Nazwana była wtedy Krosińskie Olędry. We wsi zachowało się kilka starych domów ze schyłku XIX wieku, lecz wśród zabudowy wyróżnia się częściowo szachulcowy budynek szkoły podstawowej "Pod Lipami" z 1909 roku. W okresie międzywojennym, z uwagi na krajobrazowe i turystyczne walory okolicy, próbowano z Krosinka uczynić wieś wypoczynkowo-turystyczną.  
W latach 1975–1998 miejscowość administracyjnie należała do województwa poznańskiego.